# 東義大駅
東義大駅（トンイデえき）は、大韓民国釜山広域市釜山鎮区にある釜山交通公社2号線の駅である。駅番号は222。案内上の日本語表記は東義大学駅。

## 駅構造
相対式ホーム2面2線の地下駅。フルスクリーンタイプのホームドアが設置されている。出入口は8箇所に設けられている。

### のりば
| 上り | 2号線 | 萇山方面 |
| 下り | 2号線 | 梁山方面 |

## 歴史
- 1999年6月30日 - 2号線開通に伴い開業。

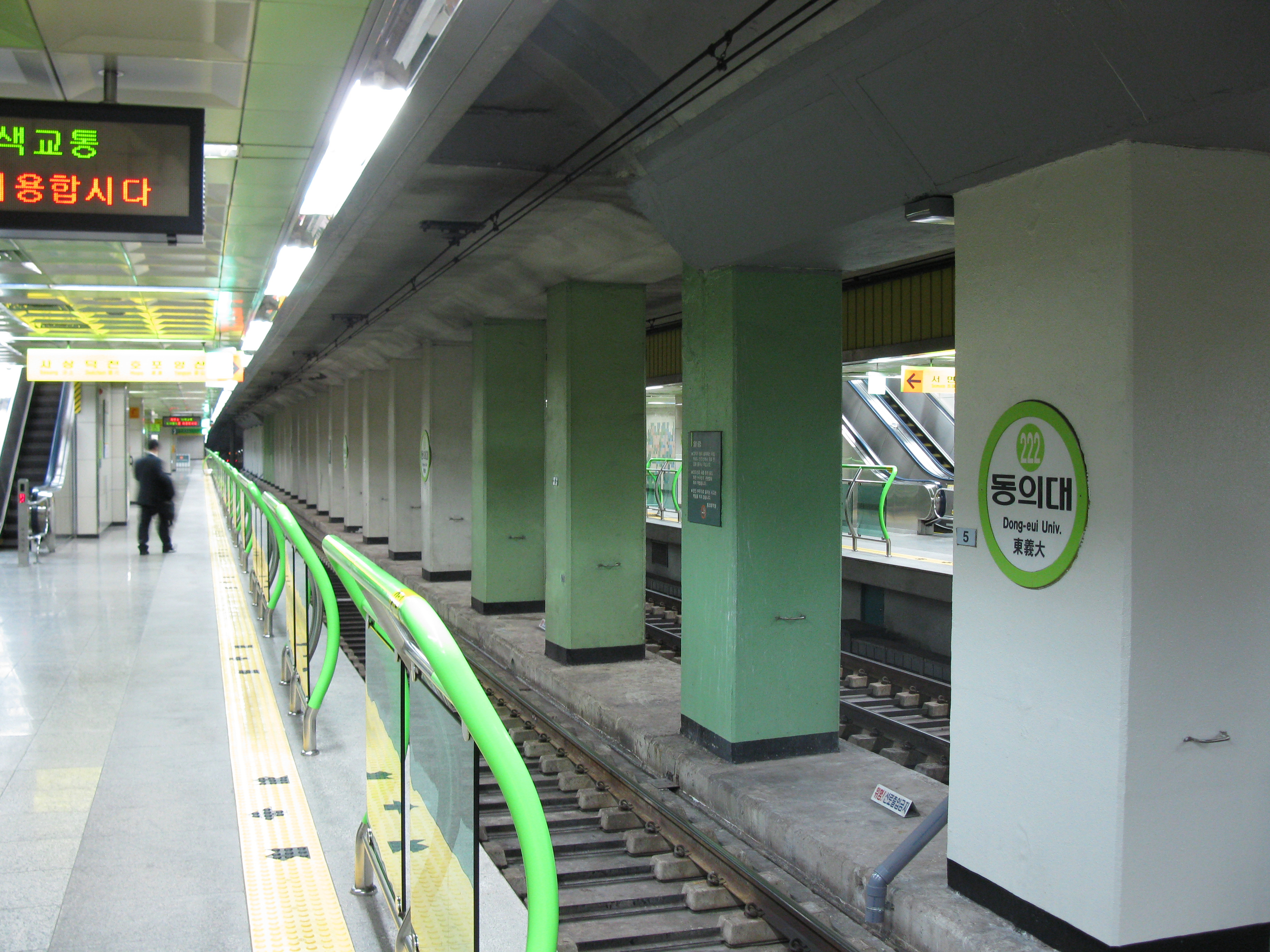
ホームドア設置前（2009年2月）

## 駅周辺
- 釜山第三都市高速道路水晶トンネル料金所
- 釜山鎮警察署伽倻地区隊
- 釜山鎮警察署伽倻1治安センター
- 東義大学校
- 伽倻初等学校
- 伽倻女子中学校
- 光武女子中学校
- 伽倻高等学校
- 国民銀行伽倻支店
- 新韓銀行開琴洞支店
- 釜山銀行開琴洞支店
- 釜山銀行東義大学校営業所

## 隣の駅
釜山交通公社
 2号線
伽倻駅 (221) - 東義大駅 (222) - 開琴駅 (223)